# Гасанов, Анар Джаваншир оглы
Анар Джаваншир оглы Гасанов (азерб. Anar Cavanşir oğlu Həsənov; 14 февраля 1983, Баку, Азербайджанская ССР, СССР) — азербайджанский футболист. Амплуа — полузащитник. Выступает в команде первого дивизиона чемпионата Азербайджана — «Карадаг Локбатан».

## Биография
Азам футбола обучался в 1993—1999 годах в бакинской детской футбольной школе «Руслан», под руководством Алекпера Джафарова, который был первым тренером Гасанова. В 2004 окончил факультет игровых видов спорта Азербайджанской Академии физической культуры и спорта.

## Клубная карьера
Карьеру футболиста начал в 2004 году, будучи в армии, в составе клуба «Гара Бебир», выступавшего в Любительской Лиге Азербайджана. Далее перешёл в профессиональный футбол и защищал цвета таких азербайджанских клубов, как «Адлийя» (Баку), «Бакылы» (Баку), «Стандард» (Сумгаит), «Карван» (Евлах) и АЗАЛ (Баку).
Летом 2012 года во время летнего трансферного окна перешёл в клуб «Карадаг Локбатан», выступающий в первом дивизионе чемпионата Азербайджана.